# Эссебаггер, Джон
Джон Эссебаггер-младший (29 октября 1928 — 25 апреля 1951) — солдат Армии США, участник Корейской войны. Награждён посмертно высшей американской военной наградой — медалью Почёта за свои действия 25 апреля 1951 года в ходе Корейской войны.
Вступил в армию со своего места рождения в 1950 году. Похоронен на кладбище Пилигрим-хоум, Холланд, штат Мичиган.

## Наградная запись к медали Почёта
Место  и дата: Близ Попусудон, Корея. 25 апреля 1951 года. 
Вступил в армию со своего места рождения в 1950 году. Похоронен на кладбище Пилигрим-хоум, Холланд, штат Мичиган.
Ранг и часть: капрал армии США, 7-й пехотный полк, 3-я пехотная дивизия.
G.O. No.: 61, 24 апреля 1952
Капрал Эссебаггер, боец роты А, отличился благодаря выдающейся храбрости и незаурядному мужеству, при выполнении и перевыполнении служебного долга в бою против врага. В ходе прикрытия отхода 3-го батальона через порядки роты А, капрал Эссебаггер, боец одного  из двух отделений, удерживающих оборонительные позиции на ключевом участке местности и защищавший правый фланг роты, участвовал в отражении многочисленных атак. Превосходящий численностью противник пошёл в неистовую банзай-атаку, что поставило под серьёзную угрозу путь отступления и грозил изоляцией небольшому отряду. Сильно потрясенный отряд начал отступление при значительном численном перевесе противника. Капрал. Эссебаггер, осознав надвигающуюся опасность, добровольно остался прикрывать отход. Храбро сражаясь в одиночку, капрал. Эссебаггер поливал сокрушительным огнём угрожающие орды и, когда противник приблизился к его позиции, покинул сравнительно безопасное укрытие и двинулся вперед на превосходящие силы противника, стреляя из своего оружия и швыряя гранаты, чтобы сбить врага с толку и дать время для отступления своих товарищей на более прочные позиции. Не обращая внимания на испепеляющий огонь и разрывы снарядов, капрал. Эссебаггер продолжил идти вперёд, нанося урон фанатичному противнику, пока не получил смертельное ранение. Благодаря бесстрашным действиям капрала Эссебаггера и его величайшей жертве противник понёс тяжёлые потери убитыми и ранеными, натиск врага был остановлен, что позволили отступающим отделениям добраться до безопасного места. Своим доблестным поведением и верностью долгу он заслужил непреходящую славу и поддержал благороднейшие традиции пехоты и армии США. 
Оригинальный текст (англ.)
Rank and organization: Corporal, U.S. Army, Company A, 7th Infantry Regiment, 3rd Infantry Division
Place and date: Near Popsudong, Korea, April 25, 1951
Entered service at: Holland, Mich. Born: October 29, 1928, Holland, Mich.
G.O. No.: 61, April 24, 1952
Cpl. Essebagger, a member of Company A, distinguished himself by conspicuous gallantry and outstanding courage above and beyond the call of duty in action against the enemy. Committed to effect a delaying action to cover the 3d Battalion's withdrawal through Company A, Cpl. Essebagger, a member of 1 of 2 squads maintaining defensive positions in key terrain and defending the company's right flank, had participated in repulsing numerous attacks. In a frenzied banzai charge the numerically superior enemy seriously threatened the security of the planned route of withdrawal and isolation of the small force. Badly shaken, the grossly outnumbered detachment started to fall back and Cpl. Essebagger, realizing the impending danger, voluntarily remained to provide security for the withdrawal. Gallantly maintaining a l-man stand, Cpl. Essebagger raked the menacing hordes with crippling fire and, with the foe closing on the position, left the comparative safety of his shelter and advanced in the face of overwhelming odds, firing his weapon and hurling grenades to disconcert the enemy and afford time for displacement of friendly elements to more tenable positions. Scorning the withering fire and bursting shells, Cpl. Essebagger continued to move forward, inflicting destruction upon the fanatical foe until he was mortally wounded. Cpl. Essebagger's intrepid action and supreme sacrifice exacted a heavy toll in enemy dead and wounded, stemmed the onslaught, and enabled the retiring squads to reach safety. His valorous conduct and devotion to duty reflected lasting glory upon himself and was in keeping with the noblest traditions of the infantry and the U.S. Army.
— 